# Fledermausfische
Fledermausfische (Platax) sind im Indopazifik und im Roten Meer beheimatet. Die Jungtiere halten sich vorzugsweise in der Nähe von Riffen auf. Ausgewachsene Fledermausfische sind hingegen auch im offenen Meer anzutreffen.
Von den Fledermausfischen zu unterscheiden sind die Seefledermäuse (Ogcocephalidae).

## Erscheinungsbild
Sie haben einen flachen Körper, ein kleines Maul mit kleinen, borstenähnlichen Zähnen und kleine Schuppen. Charakteristisch sind für sie dunkel gefärbte senkrechte Bänder über Augen und Seitenflossen. Die Jungtiere unterscheiden sich von den Alttieren durch ihre imposant ausgezogenen Bauch-, Rücken- und Afterflossen.

## Ernährung und Verhalten
Die Nahrung der Fledermausfische besteht hauptsächlich aus Würmern, Krabben und Quallen.
Fledermausfische sind sehr neugierig. Es wurde häufiger beobachtet, dass sie Tauchern nachschwimmen und an deren Ausrüstung oder den Fingern knabbern. Sie probieren auch gerne, die von Tauchern aufsteigenden Luftblasen zu schnappen.
Über die Fortpflanzung der Tiere ist wenig bekannt.

## Arten

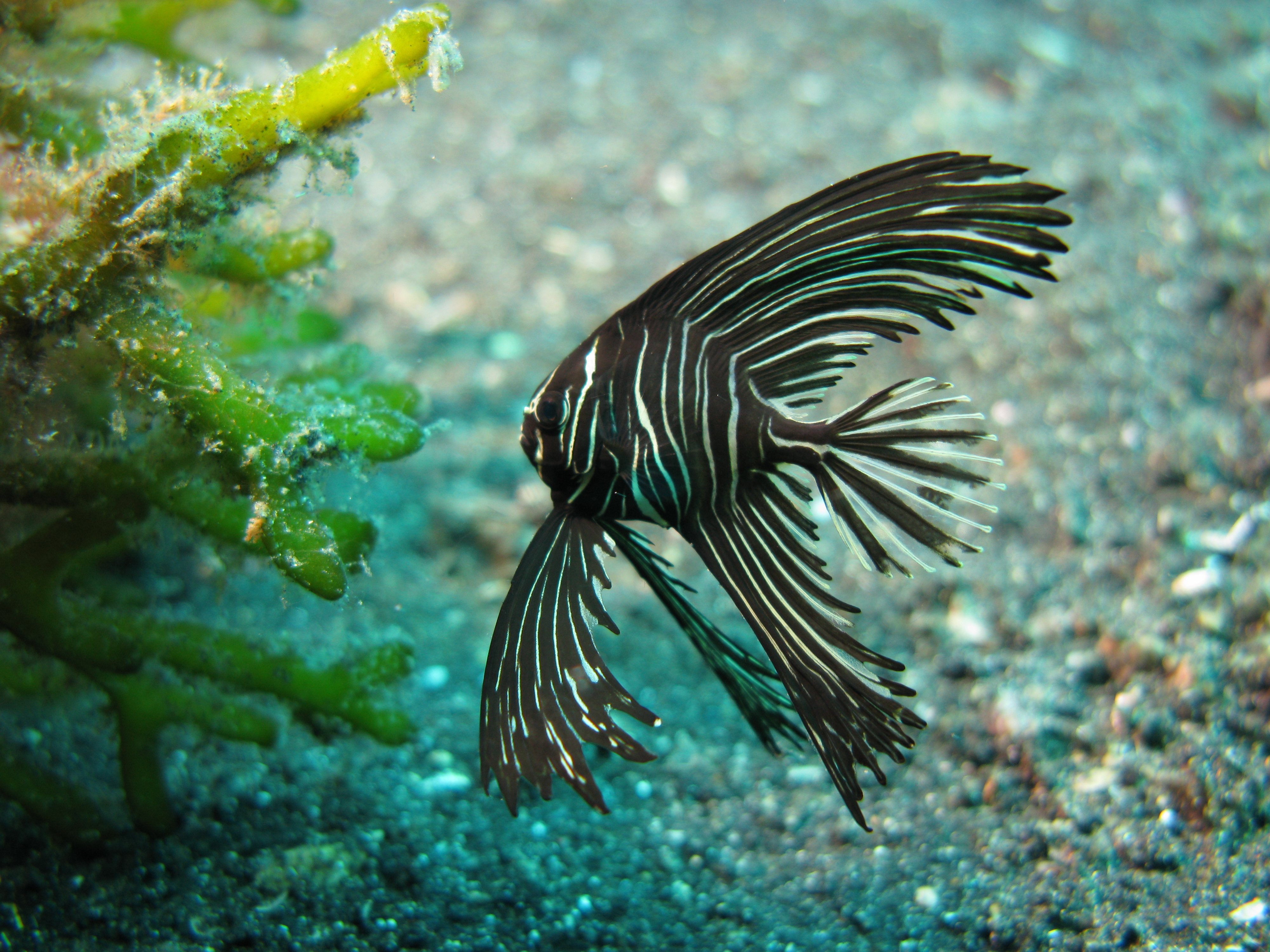
Batavia-Fledermausfisch (Platax batavianus), juvenil

- Batavia-Fledermausfisch (Platax batavianus)
- Boers Fledermausfisch  (Platax boersi)
- Rundkopf-Fledermausfisch (Platax orbicularis)
- Rotsaum Fledermausfisch (Platax pinnatus)
- Langflossen-Fledermausfisch (Platax teira)

## Fossilbefund

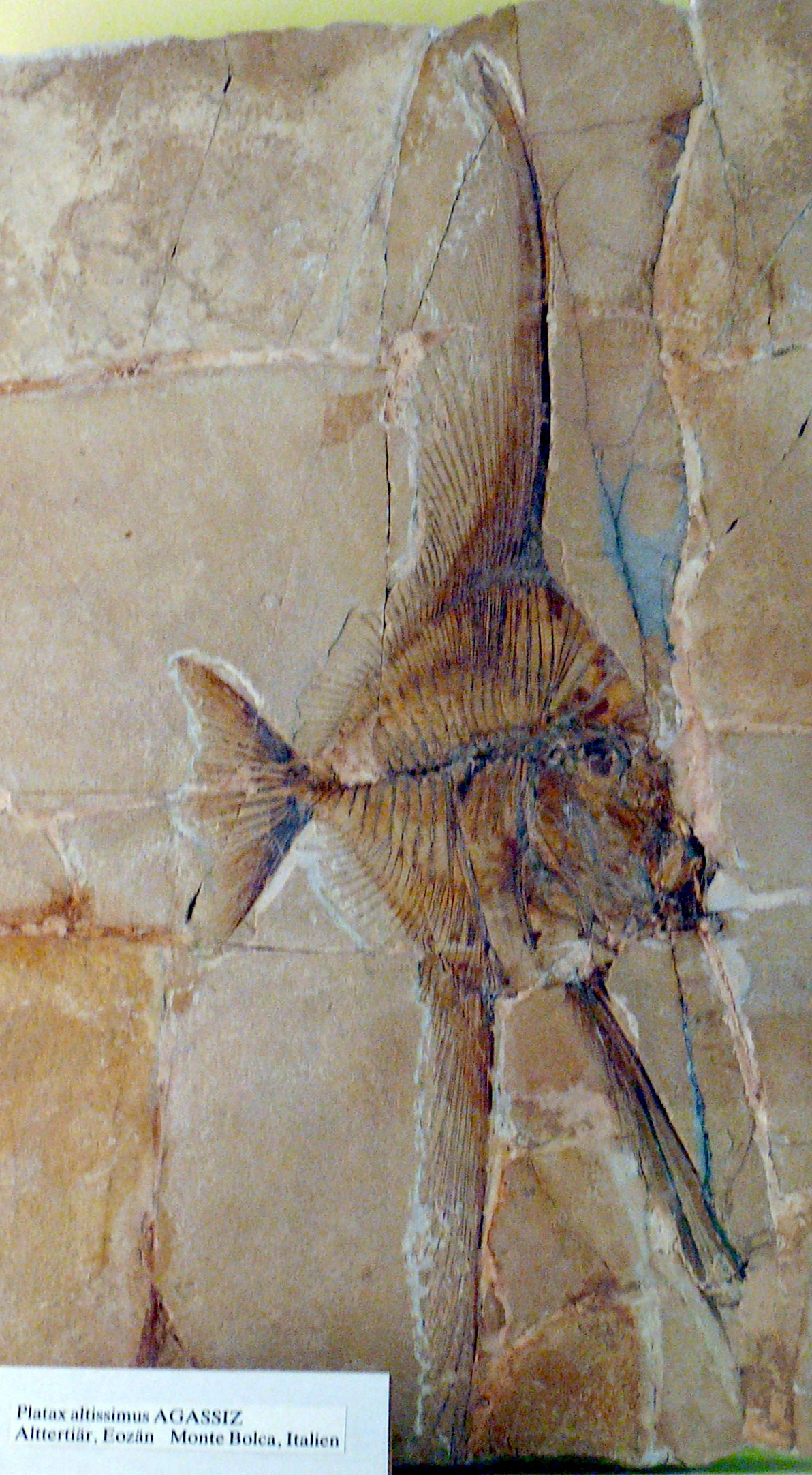
Fossil eines Fledermausfischs (Platax altissimus), aus Monte Bolca, Italien; im Naturhistorischen Museum Wien

Zwei fossile Fledermausfische, Eoplatax papilio und Platax altissimus, sind aus dem mittleren Eozän der norditalienische Monte-Bolca-Formation, die aus Ablagerungen der Tethys entstand, bekannt.

## Sonstiges
Junge Fledermausfische sehen mit ihren an Skalaren erinnernden hohen Flossen sehr attraktiv aus und werden manchmal als Zierfische für Seewasseraquarianer verkauft. Sie wachsen jedoch sehr schnell, die Farben verblassen und die eleganten hohen Flossen verschwinden. Aufgrund der Größe ausgewachsener Tiere (normalerweise bis 40 cm, in Ausnahmefällen bis zu 60 cm) sind Fledermausfische nicht für die private Aquarienhaltung geeignet, jedoch imposante Tiere für große, öffentliche Schau- und Zooaquarien.